# Ricardo Fornesa
Ricardo Fornesa Ribó (Barcelona, 4 de noviembre de 1931 - Barcelona, 1 de marzo de 2014) fue un empresario, banquero, directivo empresarial, abogado del estado e intendente mercantil español, presidente de La Caixa y de Aguas de Barcelona (Agbar). 

## Biografía
Nació en el seno de una familia de banqueros de la Seo de Urgel el 4 de noviembre de 1931. Estudió en el Colegio La Salle Bonanova, de Barcelona, donde fue compañero de José Vilarasau Salat. En 1948 se licenció en Derecho por la Universidad de Barcelona y también se diplomó en Dirección de Empresas por la Escuela Superior de Comercio de Barcelona. Abogado del Estado entre 1957 y 1975, durante poco más de un año fue delegado de Hacienda del Ayuntamiento de Barcelona. 
Fue patrón y vicepresidente primero de la Fundación La Caixa. En 1977 fue nombrado secretario general y responsable jurídico de la Caja de Pensiones para la Vejez y de Ahorros de Cataluña y Baleares, y en 1979 fue elegido presidente ejecutivo de la Sociedad General de Aguas de Barcelona hasta 2006. En 1990 fue nombrado director general adjunto ejecutivo de La Caixa, y el 20 de marzo de 2003 presidente, cargo que abandonó en 2007 para ocupar la presidencia de Criteria CaixaCorp. Entre 2003 y 2005 fue presidente de Inmobiliaria Colonial. Hasta junio de 2007 también ocupó la presidencia de la Fundación La Caixa y de la Federación Catalana de Cajas de Ahorros. Desde el 16 de marzo de 2000 hasta su fallecimiento fue académico de la Real Academia de Ciencias Económicas y Financieras.Fue también presidente del patronato de la Universidad Ramon Llull entre los años 2001 y 2004.
Inauguró en septiembre de 2005 la Torre Agbar, como nueva sede del grupo Agbar, empresa que presidió hasta enero de 2006. Asimismo fue el fundador e ideólogo del grupo de cotizadas de La Caixa, Criteria Caixa, el cual tuvo su estreno bursátil en octubre de 2007.  
Estaba casado con Mercedes Rebés Solé y era padre de seis hijos. Uno de ellos es el abogado Tomás Fornesa, vinculado a destacadas operaciones mercantiles en la Barcelona actual. Otro de sus hijos es Ivo Fornesa, empresario, aventurero y novelista, residente en un castillo en Berry (Francia).
Falleció el 1 de marzo de 2014, a los 82 años.

## Premios y reconocimientos
- Premio Cruz de San Jorge.
- Medalla de Oro al Mérito en el Trabajo.[5]
- Cruz al Mérito de la Guardia Civil, con distintivo plata.
- Cruz al Mérito Policial, con distintivo blanco.
- Medalla de Oro de la Universidad Ramon Llull.
- Medalla de Oro de la Cámara de Comercio de Barcelona.
- Medalla de Oro al Mérito de Francia.
- Medalla Bernardo O'Higgins de Chile.
- Doctor honoris causa por la Universidad Ramon Llull.